# Sinopec
China Petroleum & Chemical Corporation (中国石油化工股份有限公司), o Sinopec Limited (chino simplificado: 中国石化, chino tradicional: 中國石化), es una de las principales compañías de petróleo en la República Popular de China. Los negocios en Sinopec incluyen la exploración de petróleo y gas, refinación y comercialización, producción y ventas de productos petroquímicos, fibras químicas, fertilizantes químicos y otros productos químicos, almacenamiento y transporte por ductos de petróleo y gas natural, importación y exportación de petróleo crudo y gas natural, productos refinados del petróleo y otros productos petroquímicos. 
En el 2019, se le clasificó 2ª en la revista Fortune Global 500 con ingresos de más de 414 mil millones de dólares
. En el 2009, se clasificó 9ª en la revista Fortune Global 500, convirtiéndose en la primera corporación china en la lista de las diez primeros. En el 2007, ocupó el primer lugar entre las principales 500 empresas del ranking de China.
En febrero del 2007, Saudi Aramco y Exxon firmaron un acuerdo con Sinopec para modernizar la refinería de petróleo de Fujian y triplicar su capacidad de 240.000 barriles por día (38.000 m³/d) en 2009. Aramco, Exxon y Sinopec también firmaron contratos para una empresa de comercialización de combustibles que gestionará 750 estaciones de servicio y una red de terminales en la provincia de Fujian.

## Mercadotecnia
Desde 2004 hasta 2008, Sinopec había sido uno de los patrocinadores del evento deportivo más grande de China, el Fórmula 1 Sinopec Gran Premio de China.